# Bluemix
IBM Bluemix es un entorno de plataforma como servicio desarrollado por IBM. Soporta varios lenguajes de programación y servicios así como la metodología de desarrollo DevOps de forma integrada para crear, ejecutar, desplegar y gestionar aplicaciones en la nube. Bluemix está basado en la tecnología abierta de Cloud Foundry y corre sobre la infraestructura de SoftLayer. Bluemix soporta Java, Node.js, Go, PHP, Python, Ruby Sinatra, Ruby on Rails, GeneXus y puede ser extendido a otros lenguajes tales como Scala mediante el uso de 'buildpacks'.
Bluemix fue desarrollado por un equipo localizado en diversas partes del mundo, tardando solo 18 meses desde el concepto inicial hasta llegar a estar disponible al público. Se anunció como beta pública en febrero de 2014 y fue abierto al público en junio. En el momento de su anuncio, Bluemix era uno de los despliegues de Cloud Foundry más grandes del mundo.

## Historia
Bluemix anunció pública su versión beta en febrero del 2014, después de haberse desarrollado desde principios de 2013. IBM anunció la disponibilidad general de Bluemix Platform-as-a-a Service (PaaS) en julio de 2014.
Para abril de 2015, Bluemix incluía un conjunto con más de 100 herramientas de desarrollo basadas en la nube "que incluyen redes sociales, móviles, seguridad, análisis, base de datos e IoT (internet-of-things)".  Para este momento, ya se había aumentado a 83,000 usuarios en la India con un crecimiento de aproximadamente 10,000 usuarios cada mes.
Un año después del anuncio, Bluemix había avanzado poco en el área de plataforma de computación en la nube en relación con su competencia, y se mantuvo sustancialmente por detrás de los líderes del mercado, Microsoft Azure y Amazon AWS.
Hasta agosto de 2016, poco había cambiado en la aceptación de la oferta de Bluemix.
En octubre de 2017, IBM anunció que se fusionaría la marca Bluemix con la marca IBM Cloud.

## Serverless utilizando Apache openWhisk
IBM Bluemix incluye el sistema de Función como Servicio de IBM (FaaS, por sus siglas en inglés), o computación sin servidor, que se construye utilizando el proyecto de código abierto de la incubadora Apache OpenWhisk y se acredita en gran parte a IBM por su siembra. Este sistema, equivalente a Amazon Lambda, Microsoft Azure Functions, Oracle Cloud Fn o Google Cloud Functions, permite llamar a una función específica en respuesta a un evento sin necesidad de que el desarrollador administre recursos.